# Cayetana Guillén Cuervo
Cayetana Guillén Cuervo (Madrid, 13 de junio de 1969) es una actriz, periodista y presentadora de televisión española. Desde el 14 de enero de 2022 preside la Academia de las Artes Escénicas de España.

## Biografía
Es la hija menor de los actores Fernando Guillén (1932-2013) y Gemma Cuervo (1936), tiene dos hermanos, Natalia y el también actor Fernando Guillén Cuervo. Es licenciada en Ciencias de la Información por la Facultad de Ciencias de la Información (Universidad Complutense de Madrid). Está casada con el fotógrafo Omar Ayyashi Ramiro (español de origen palestino), con el que tiene un hijo llamado Leo.

### Vida profesional
Sus inicios profesionales se sitúan en la segunda mitad de la década de 1980, tanto en el ámbito de la televisión como del teatro. En la pequeña pantalla debuta en 1986 con un pequeño papel de reparto en la serie Segunda enseñanza, escrita por Ana Diosdado y dirigida por Pedro Masó. Se sube por primera vez a un escenario profesional un año más tarde en el madrileño Teatro Alcázar para representar Coqueluche, de Roberto Romero, protagonizada por Mercedes Alonso. En los siguientes años compagina su actividad teatral con apariciones esporádicas en televisión, debutando finalmente en el cine en 1989 a las órdenes de Imanol Uribe en La luna negra.
Entrada la década de 1990, actúa en dos obras de la compañía Strion, de Aitana Sánchez-Gijón: junto la propia Aitana y su hermano Fernando en Entre bobos anda el juego (1991) y con Manuel de Blas, en Thriller imposible (1992). Después pasa a las órdenes de Adolfo Marsillach en la Compañía Nacional de Teatro Clásico, en la que interpretó obras de Cervantes (La gran sultana, 1993) y Lope de Vega (Fuenteovejuna, 1993).
En la segunda mitad de la década abandona los trabajos teatrales, coincidiendo con el estreno de sus mayores éxitos en la gran pantalla: Participa en Todo sobre mi madre, de Pedro Almodóvar, Más que amor, frenesí, de Alfonso Albacete y sobre todo protagoniza dos de los más importantes títulos de la filmografía de José Luis Garci: La herida luminosa (1997), junto a su padre y El abuelo (1998), con Fernando Fernán Gómez al frente del reparto, película nominada al Premio Oscar y que a Cayetana Guillén le valió también una nominación al Premio Goya a la Mejor Actriz Protagonista.
En 1998 se estrena en su faceta de presentadora de televisión, labor que mantendría ininterrumpidamente al menos los siguientes 26 años, siempre en La 2 de Televisión Española y en espacios culturales o específicamente enfocados al séptimo arte. Desde esa fecha está al frente del programa Versión española, con proyección de una película española y posterior entrevista con miembros del equipo artístico y técnico. Otros programas incluyen D-Calle (2006), Días de cine (2008-2011) y ¡Atención obras! (2013-), sobre las novedades teatrales.

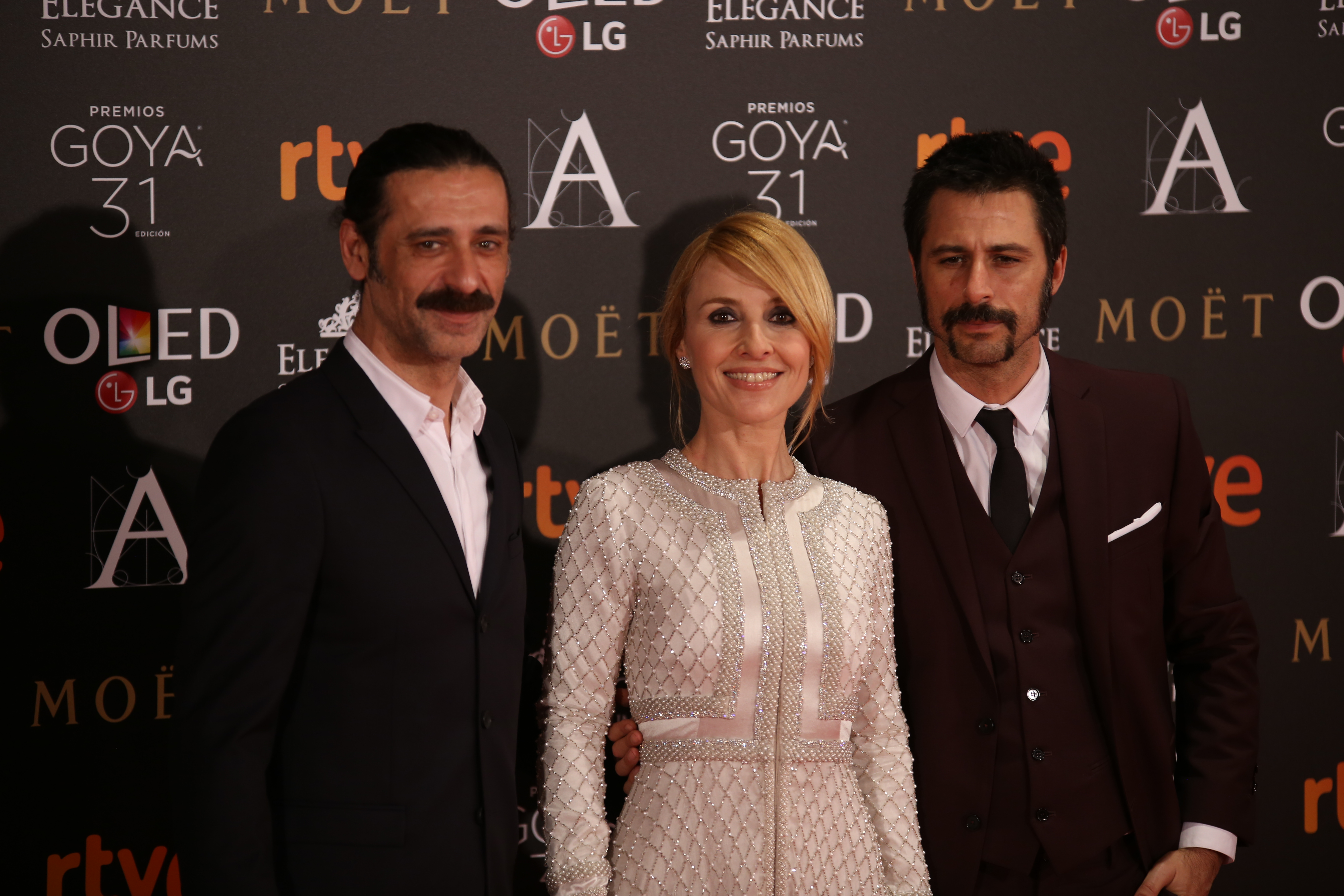
Nacho Fresneda, Cayetana Guillén Cuervo y Hugo Silva en los Premios Goya 2017.

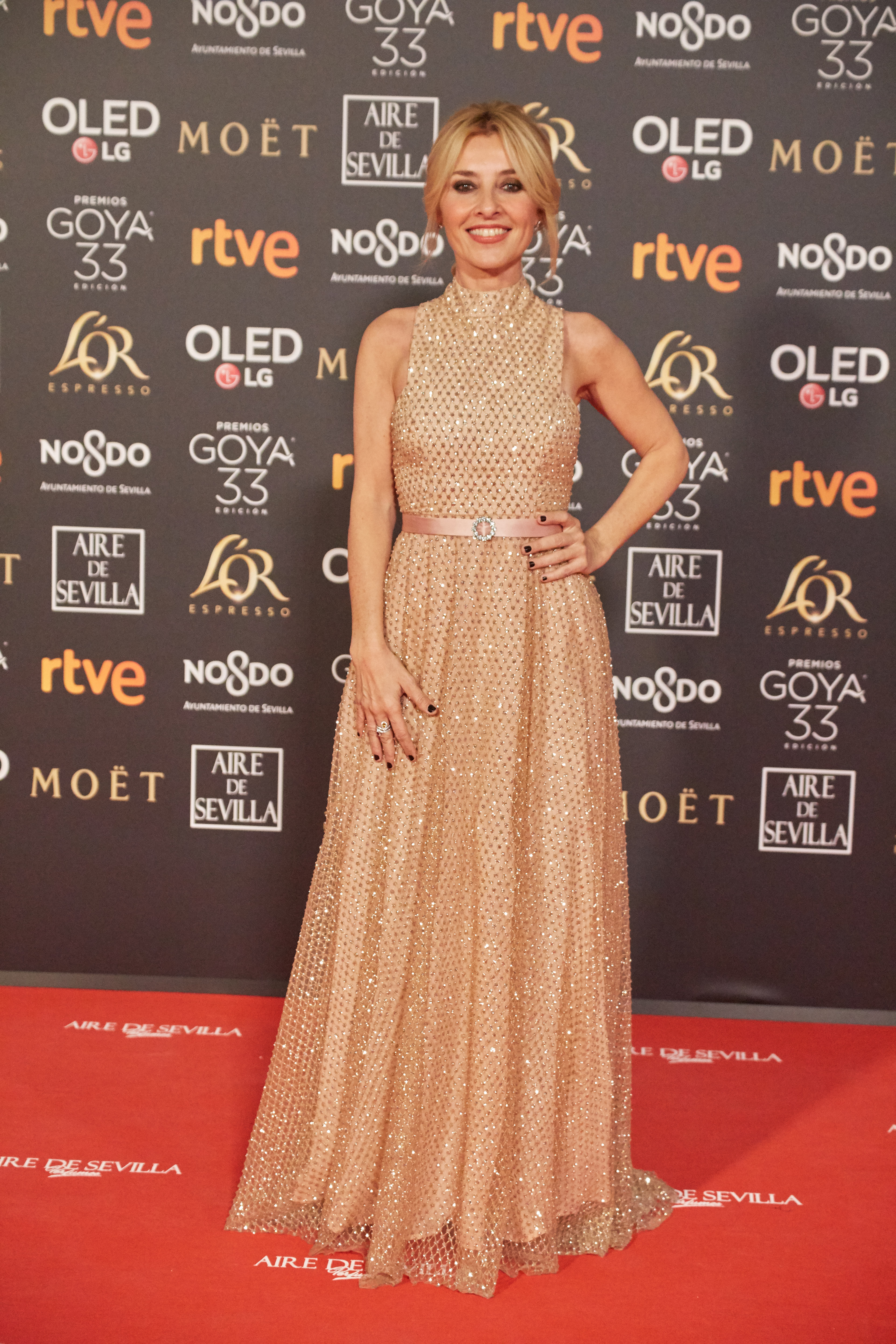
Cayetana Guilllén Cuervo en los Premios Goya 2019.

En las décadas de 2000 y 2010 viene manteniendo una presencia habitual, tanto en cine como en teatro y televisión, en este último caso, compaginando labores de actriz y de presentadora. Desde la segunda mitad de la década de 2000 es además, columnista del diario El Mundo.
En 2004 presentó junto con Diego Luna la 18.ª gala de los Premios Goya.
Entre 2015 y 2020 interpreta a Irene Larra, personaje principal en la serie de televisión El Ministerio del Tiempo.
En 2016 fue concursante de MasterChef Celebrity, donde quedó en segundo lugar.
En 2017 se incorporó como colaboradora al programa de TVE, Amigas y conocidas. Dos años después, en mayo de 2019, presenta en La 1 el programa de cocina Cena con mamá.
El 14 de enero de 2022 fue elegida presidenta de la Academia de las Artes Escénicas de España con mayoría absoluta sustituyendo al empresario teatral Jesús Cimarro y siendo la primera mujer al frente de este organismo.

## Filmografía

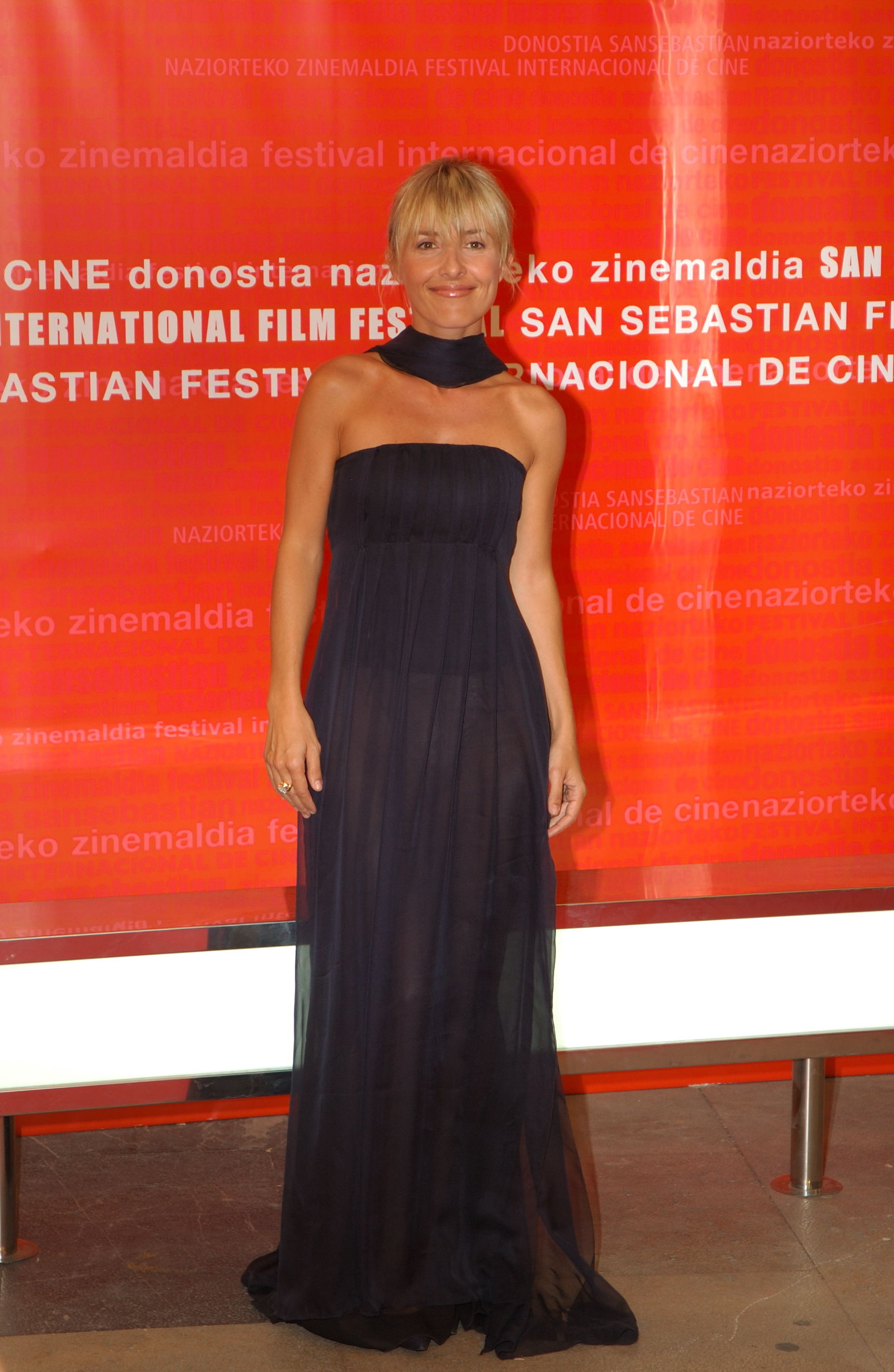
Cayetana Guillén Cuervo en el Festival Internacional de Cine de San Sebastián 2006.

### Películas

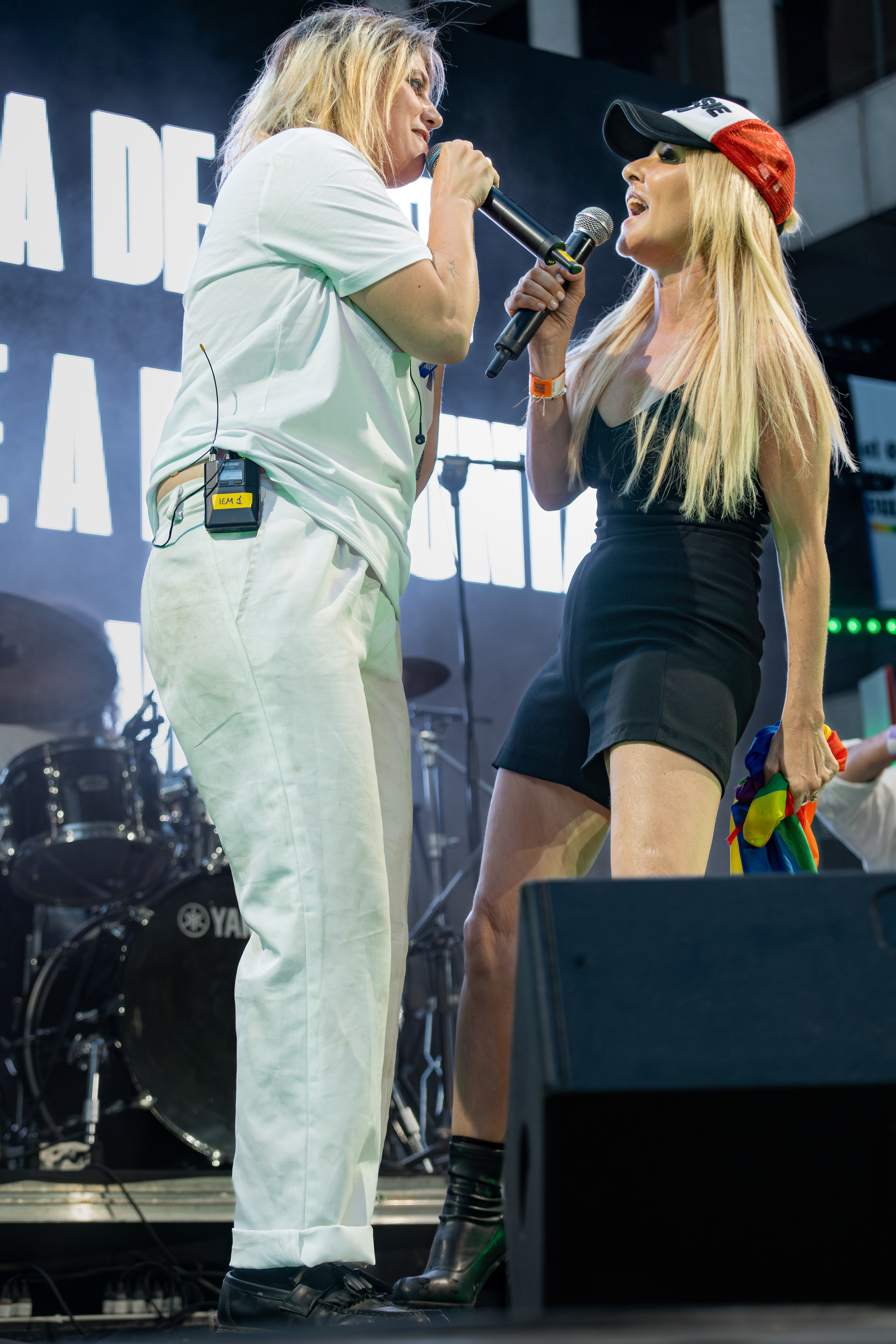
Cayetana Guillén Cuervo cantando junto a Rocío Saiz en Madrid durante Madrid Orgullo 2024.

| Año  | Título                          | Personaje              | Dirección                                      |
| ---- | ------------------------------- | ---------------------- | ---------------------------------------------- |
| 1989 | La luna negra                   | Enfermera              | Imanol Uribe                                   |
| 1989 | Los ochenta son nuestros        |                        | Manuel Aguado                                  |
| 1991 | Don Juan en los infiernos       | Muchacha del río       | Gonzalo Suárez                                 |
| 1991 | El amor sí tiene cura           | Teresa                 | Javier Aguirre                                 |
| 1992 | La marrana                      | Putilla                | José Luis Cuerda                               |
| 1992 | Un paraguas para tres           | Dependienta            | Felipe Vega                                    |
| 1992 | Amo tu cama rica                | Lola                   | Emilio Martínez Lázaro                         |
| 1995 | Historias del Kronen            | Hermana de Carlos      | Montxo Armendáriz                              |
| 1995 | Los hombres siempre mienten     | Cristina               | Antonio del Real                               |
| 1996 | Más que amor, frenesí           | Mónica                 | Alfonso Albacete, Miguel Bardem y David Menkes |
| 1996 | Corsarios del chip              | Vicky                  | Rafael Alcázar                                 |
| 1997 | Hazlo por mí                    | Isabel Velasco         | Ángel Fernández Santos                         |
| 1997 | La herida luminosa              | Sor María              | José Luis Garci                                |
| 1997 | Atómica                         | Victoria               | Alfonso Albacete y David Menkes                |
| 1998 | El abuelo                       | Doña Lucrecia Richmond | José Luis Garci                                |
| 1999 | Sí, quiero...                   | Candela                | Eneko Olasagasti y Carlos Zabala               |
| 1999 | Todo sobre mi madre             | Mamen                  | Pedro Almodóvar                                |
| 2002 | Fumata Blanca                   | Ana Caligaro           | Miquel García Borda                            |
| 2003 | Grimm                           | Mujer en la boda       | Alex van Warmerdam                             |
| 2004 | La mirada violeta               | Violeta                | Nacho Pérez de la Paz y Jesús Ruiz             |
| 2004 | Amor idiota                     | Sandra                 | Ventura Pons                                   |
| 2004 | Las huellas que devuelve el mar | Laura                  | Gabi Beneroso                                  |
| 2012 | Una pistola en cada mano        | Sara                   | Cesc Gay                                       |
| 2019 | El crack cero                   | Conchita               | José Luis Garci                                |
| 2020 | La maldición del guapo          | Catalina               | Beda Docampo Feijóo                            |
| 2020 | El secreto de Ibosim            | Mati                   | Miguel Ángel Tobías                            |

### Cortometrajes
- Los amigos del muerto (1993)
- Amor digital (1996)
- Válido para un baile (2006)
- Buen viaje (2009)

### Series de televisión
| Año       | Título                    | Personaje        | Cadena     | Notas        |
| --------- | ------------------------- | ---------------- | ---------- | ------------ |
| 1986      | Segunda enseñanza         | Brigitte         | La 1       | 1 episodio   |
| 1994      | Historias de la puta mili | Hija del Coronel | Telecinco  | 13 episodios |
| 1994      | Colegio Mayor             | Julia Torres     | Telemadrid | 14 episodios |
| 1994      | La mujer de tu vida 2     | Paula/Susana     | La 1       | 2 episodios  |
| 1996      | Yo, una mujer             | Paula            | Antena 3   | 13 episodios |
| 2000      | Raquel busca su sitio     | Quela            | La 1       | 25 episodios |
| 2005      | Lobos                     | Carmen Lobo      | Antena 3   | 9 episodios  |
| 2009-2010 | Amar en tiempos revueltos | Estela del Val   | La 1       | 82 episodios |
| 2015-2020 | El Ministerio del Tiempo  | Irene Larra      | La 1       | 43 episodios |
| 2019      | Paquita Salas             | Ella misma       | Netflix    | 1 episodio   |
| 2024      | Machos alfa               | Ángela           | Netflix    | 7 episodios  |

### Programas de televisión
| Año           | Título                      | Cadena   | Notas          |
| ------------- | --------------------------- | -------- | -------------- |
| 1994          | ¿Y quién es él?             | La 1     | Copresentadora |
| 1994-1995     | Hermida y Cía               | Antena 3 | Colaboradora   |
| 1998-presente | Versión española            | La 2     | Presentadora   |
| 2006-2007     | D-Calle                     | La 2     | Presentadora   |
| 2007          | El blog de Cayetana         | La 2     | Presentadora   |
| 2008-2011     | Días de cine                | La 2     | Presentadora   |
| 2013-presente | ¡Atención obras!            | La 2     | Presentadora   |
| 2016          | MasterChef Celebrity        | La 1     | Concursante    |
| 2016-2020     | Telepasión                  | La 1     | Colaboradora   |
| 2017          | Amigas y conocidas          | La 1     | Colaboradora   |
| 2019          | Acceso autorizado           | La 2     | Presentadora   |
| 2019          | Cena con mamá               | La 1     | Presentadora   |
| 2022-2023     | MasterChef Especial Navidad | La 1     | Concursante    |

### Teatro
| Año       | Título                                                     | Personaje            | Notas            |
| --------- | ---------------------------------------------------------- | -------------------- | ---------------- |
| 1987      | Coqueluche                                                 | Niña                 | Papel menor      |
| 1987      | Rudens                                                     | Hija                 | Papel secundario |
| 1988      | Séneca o el beneficio de la duda                           | Niña                 | Papel menor      |
| 1988      | Los ochenta son nuestros                                   | Cris                 | Papel principal  |
| 1989      | Una farola en el salón                                     | Suseta               | Papel principal  |
| 1991      | Entre bobos anda el juego                                  | Doña Isabel          | Papel principal  |
| 1993      | Fuenteovejuna                                              | Pascuala             | Papel secundario |
| 1993      | La gran sultana                                            | Mujer                | Papel principal  |
| 2002      | La prueba                                                  | Catherine            | Papel principal  |
| 2010      | Amar en tiempos revueltos presenta: El diablo bajo la cama | Estela del Val       | Papel principal  |
| 2013      | Fuegos. Poemas en prosa                                    | Marguerite Yourcenar | Papel principal  |
| 2013-2014 | El malentendido                                            | Marta                | Papel principal  |
| 2015      | Hedda Gabler                                               | Hedda Gabler         | Papel principal  |
| 2021      | Puertas abiertas                                           |                      |                  |

### Programas de radio
| Año  | Título                   | Emisora    | Notas        |
| ---- | ------------------------ | ---------- | ------------ |
| 1995 | A vivir que son dos días | Cadena SER | Presentadora |

## Premios
Premios Goya
| Año  | Categoría                                  | Trabajo   | Resultado |
| ---- | ------------------------------------------ | --------- | --------- |
| 1999 | Mejor interpretación femenina protagonista | El abuelo | Nominada  |

Medallas del Círculo de Escritores Cinematográficos
| Año  | Categoría    | Trabajo   | Resultado |
| ---- | ------------ | --------- | --------- |
| 1998 | Mejor actriz | El abuelo | Ganadora  |

Premios Feroz
| Año  | Categoría                            | Trabajo                  | Resultado |
| ---- | ------------------------------------ | ------------------------ | --------- |
| 2016 | Mejor actriz de reparto en una serie | El Ministerio del Tiempo | Nominada  |
| 2017 | Mejor actriz de reparto en una serie | El Ministerio del Tiempo | Nominada  |

Premios Ercilla
| Año  | Categoría            | Trabajo                   | Resultado |
| ---- | -------------------- | ------------------------- | --------- |
| 1991 | Revelación de teatro | Entre bobos anda el juego | Ganadora  |

Premio en la Mostra de Cine de Valencia
| Año  | Categoría                     | Trabajo      | Resultado |
| ---- | ----------------------------- | ------------ | --------- |
| 1997 | Mejor interpretación femenina | Hazlo por mí | Ganadora  |

Premio de Cultura de la Comunidad de Madrid
| Año  | Categoría                                 | Trabajo     | Resultado |
| ---- | ----------------------------------------- | ----------- | --------- |
| 2019 | Premio de Cultura en la categoría de Cine | Trayectoria | Ganadora  |